# Gerth Medien (Musiklabel)
Gerth Medien ist ein Musiklabel des gleichnamigen Verlags Gerth Medien, das christliche Musik veröffentlicht.

## Geschichte
Das heutige Musiklabel Gerth Medien wurde im Januar 2005 als Fusion der zahlreichen vorangegangenen Plattenlabel im gleichnamigen Verlag gegründet. Im Einzelnen gehören hierzu zunächst: Frohe Botschaft im Lied, HSW, S+G (LC 06160), Lord (später auch: Lord Records) (LC 06162), Kitty (LC 06161), Hörmit (LC 08224), Joy (LC 08703), In-Takt (LC 08250), Schulte & Gerth (LC 00895), Projektion J – Music House (LC 01579) und Gerth Music (LC 12055) sowie aufgekaufte Label wie Go For Music (LC 06991) und Music House (LC 08048). Das Archivmaterial reicht damit bis auf das Jahr 1956 zurück und umfasst neben Solisten wie Renate Lüsse, Franz Knies, Doris Loh, Wilfried Mann, Heinz Bösche, Manfred Siebald, Christel Menzel-Schrebkowski, Siegfried Fietz, Johnny Jaworski, Jan Vering, Wilfried Reuter auch Chöre wie den Singkreis Frohe Botschaft, Jugendsingkreis Derschlag, Jugend-für-Christus-Chor unter der Leitung von Johannes Haas oder Margret Birkenfelds Wetzlarer Chöre und Bands wie Damaris Joy und Klemata. Aktuelle Künstler des Labels sind unter anderen Sefora Nelson, Anja Lehmann, Albert Frey, Andy Weiss, Judy Bailey, Samuel Harfst und Cae & Eddie Gauntt.

## Diskografie
Zu den Tonträgerveröffentlichungen des Musiklabels sowie seiner vorangegangenen Label siehe
- → Hauptartikel: Gerth Medien (Musiklabel)/Diskografie (Auslagerung zu diesem Artikel)
- → Hauptartikel: Frohe Botschaft im Lied/Diskografie (Auslagerung zum Artikel Frohe Botschaft im Lied)